# Domani domani/Solo un'emozione
Domani domani/Solo un'emozione è un singolo di Laura Luca, pubblicato nel 1978.
Il brano Domani domani è stato presentato al Festival di Sanremo 1978.
La canzone, che narra la fine di un amore, viene eseguita dalla Luca in prevalenza con voce e chitarra, alla maniera dei cantautori dell'epoca, nonostante gli autori fossero Gian Pieretti e il produttore Alberto Nicorelli.
Domani domani ebbe un buon successo, anche negli anni successivi alla pubblicazione, venendo menzionata tra le canzoni del Festival che si ricordano.